# 刘宗卓
刘宗卓（1920年2月3日—2013年4月21日），男，湖南湘潭人，中华人民共和国军人，政治工作者和军事新闻工作者，曾任解放军报社社长，第五届全国人大代表。

## 生平
1938年10月进入抗日军政大学学习并参军入伍，先后参加抗日战争和第二次国共内战。
1978年2月当选第五届全国人大代表。1978年10月调入解放军报社，1981年7月至1984年1月任社长。1983年任第三届中华全国新闻工作者协会副主席。
2013年4月21日，因病于北京逝世。